# ساور پچ کیدز
ساور پچ کیدز (انگلیسی: Sour Patch Kids) (معروف به وری بد کیدز (انگلیسی: Very Bad Kids) در فرانسه، و میناردز ساور پچ کیدز (انگلیسی: Maynards Sour Patch Kids) در کانادا و قبلاً در بریتانیا) یک برند آبنبات نرم با پوششی از شربت اینورت و شکر ترش (ترکیبی از تارتاریک اسید و سیتریک اسید و شکر) است.